# Drhovle
Drhovle (deutsch Drhowl) ist eine Gemeinde in Tschechien. Sie gehört zum Okres Písek.

## Geographie
Drhovle liegt 8 Kilometer von Písek entfernt. Bis Prag sind es ungefähr 90 Kilometer. 
Durch Drhovle verläuft außerdem die Silnice I/4, während die Dálnice 4 hier endet. Auch fließen hier die Flüsse Pamětický potok und Mísníček entlang. Es gibt hier auch einen See namens Zámecký rybnik, zu Deutsch „Schlossteich“. Diesen gibt es in vielen anderen Gemeinden Tschechiens auch.

## Geschichte
Das Dorf wurde 1323 erstmals urkundlich erwähnt.

## Ortsteile
- Brloh
- Chlaponice
- Drhovle Ves
- Drhovle Zámek
- Dubí Hora
- Mladotice
- Pamětice

## Bevölkerungsentwicklung
| Jahr      | 1869 | 1880 | 1890 | 1900 | 1910 | 1921 | 1930 | 1950 | 1961 | 1970 | 1980 | 1991 | 2001 | 2011 | 2021 |
| --------- | ---- | ---- | ---- | ---- | ---- | ---- | ---- | ---- | ---- | ---- | ---- | ---- | ---- | ---- | ---- |
| Einwohner | 1778 | 1669 | 1592 | 1580 | 1494 | 1496 | 1396 | 1035 | 1031 | 866  | 753  | 661  | 595  | 554  | 617  |

## Sehenswürdigkeiten
- Nischenkapellen

## Söhne und Töchter der Gemeinde
- Josef Němeček (1912–1984), Kapitän der Royal Air Force

## Galerie

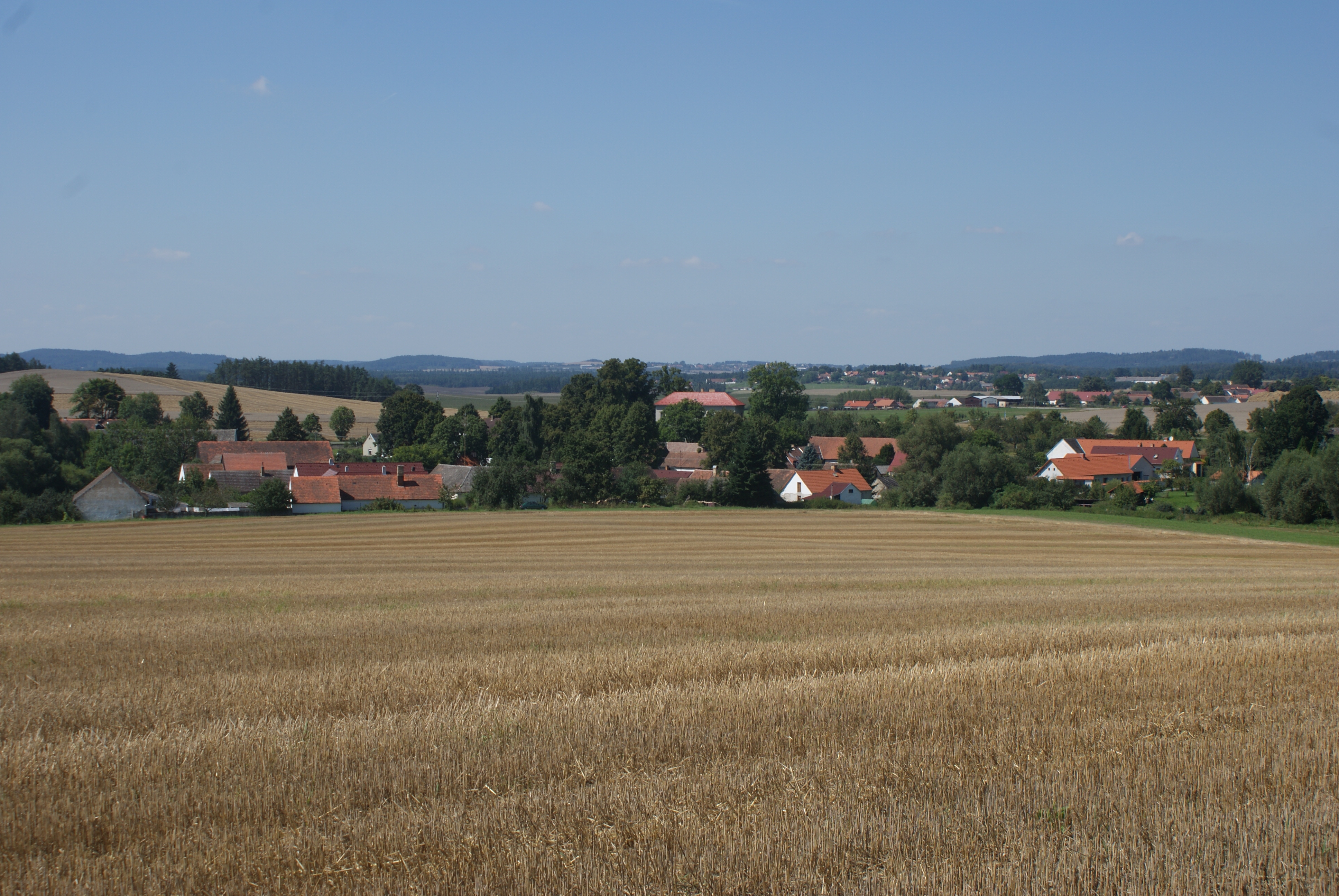
Landschaft von Drhovle
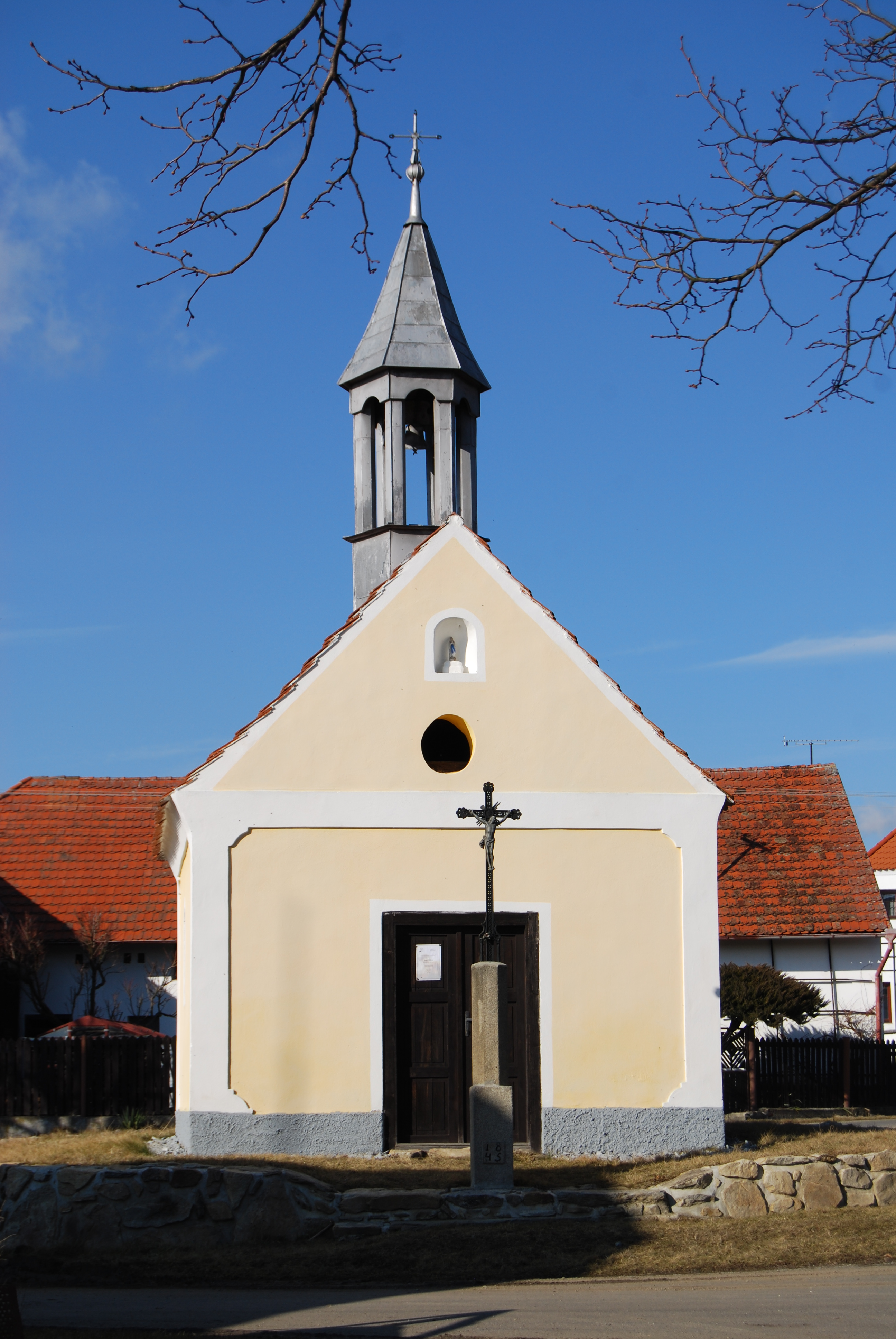
Eine der vielen Kapellen